# Lindwurm von Lambton

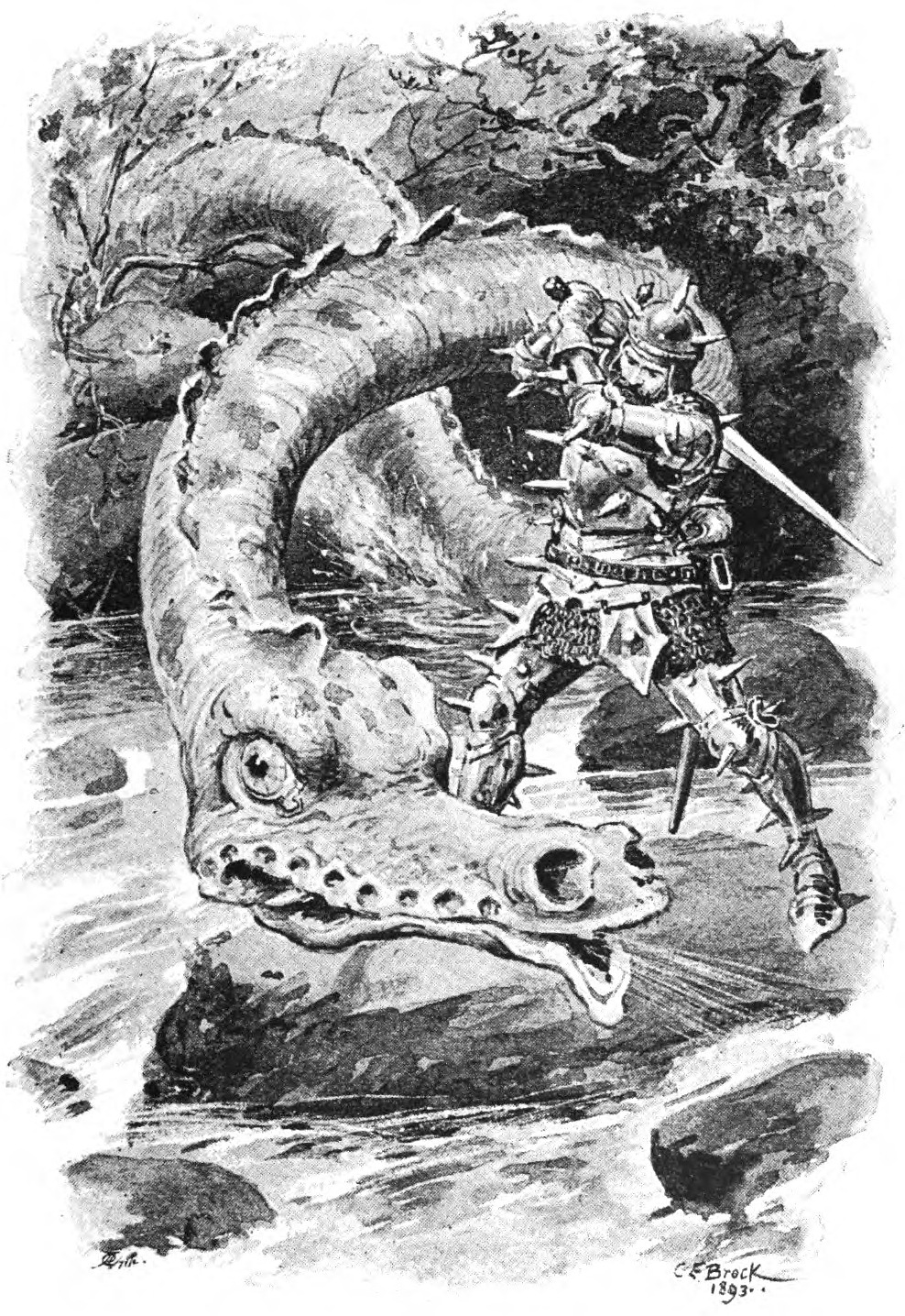
John Lambton erschlägt den Lindwurm. Illustration aus English fairy and other folk tales von Edwin Sidney Hartland (1890)

Der Lindwurm von Lambton (engl. Lambton Worm) ist eine Volkssage aus Nordostengland. Sie handelt von einem Lindwurm, der das Dorf Lambton in der damaligen Grafschaft Durham heimsuchte. Die Sage ist eine der bekanntesten und detailreichsten britischen Drachensagen und wird in zahlreichen Märchenbüchern, einer Oper, einem Film und einem Volkslied behandelt. Auffallend im Vergleich zu anderen Drachensagen Großbritanniens sind die starken religiösen Elemente dieser Erzählung.

## Inhalt
Die Sage erzählt von dem jungen John Lambton, Sohn des Herrn von Lambton. Dieser angelt, entgegen dem Sabbatgebot, an einem Sonntag am Wear. Da er dabei kein Glück hat, beginnt er, lauthals zu fluchen, worauf er eine seltsame, wurmartige und ekelerregende Kreatur fängt. Verwirrt ob seines Fanges ist John unschlüssig, was er mit dem Wesen tun soll. Obwohl ihm ein alter Mann rät, den Wurm zu behalten, kann sich der Junge aufgrund der Hässlichkeit seines Fangs nicht dazu überwinden und wirft ihn stattdessen in den Dorfbrunnen.
Während der junge Lambton das Ereignis über die Jahre vergisst, wächst der Wurm im Brunnen zu einem Lindwurm heran, bis er eines Tages den Brunnen verlässt und auf einer Insel im Wear (in anderen Versionen auf einem Hügel am Ufer) Unterschlupf findet, wo er tagsüber haust. Nachts verlässt die Kreatur die Insel jedoch, um die Milch der Kühe zu stehlen, Schafe zu fressen und Frauen und Mädchen zu jagen. Daraufhin erinnert sich der junge Herr von Lambton seiner Tat und versucht, diese auf einem Kreuzzug im Heiligen Land abzubüßen. Der Lindwurm wächst jedoch weiter und wütet auf den Ländereien. Schließlich bedroht er gar die Burg Lambton, wo sich der alte Herr von Lambton und die Burgbewohner nur dadurch zu helfen wissen, dass sie dem Lindwurm jede Nacht die Milch von neun Kühen anbieten, um ihn zu besänftigen. Zwar versuchen zahlreiche Ritter und Drachentöter, das Untier zu erschlagen, haben jedoch allesamt keinen Erfolg, da sich abgeschlagene Körperteile stets aufs Neue zusammenfügen.
So wütet der Lindwurm von Lambton sieben Jahre lang in der Umgebung von Washington, bis der junge Herr von Lambton vom Kreuzzug zurückkehrt und seine Heimat verwüstet und verlassen vorfindet. Er begibt sich zur Burg, wo er seinen Vater um Vergebung bittet. Dieser vergibt ihm, mahnt ihn jedoch, das von ihm heraufbeschworene Unheil zu beenden, und schickt ihn zu diesem Zweck zu einer Hexe. Diese weist ihn an, eine stachelbewehrte Rüstung anzulegen und dem Lindwurm so gegenüberzutreten, und verspricht ihm, er werde siegreich sein. Gleichzeitig mahnt sie ihn, als Opfer das erste Wesen zu erschlagen, dem er nach seinem Kampf mit dem Ungeheuer begegnet, sonst würde ihn ihr Fluch ereilen und für neun Generationen würde keiner der Herren von Lambton eines friedlichen Todes sterben. Der junge Lambton schwört dies und vereinbart mit den Burgbewohnern, auf sein Signal hin seinen Jagdhund zum Tor hinauszuschicken, wenn er zurückkehrt.
Anschließend begibt er sich in der Stachelrüstung auf die Insel im Wear und tritt dem Lindwurm entgegen. Dieser versucht ihn mit seinem Leib zu erdrücken, wodurch sich die Stacheln der Rüstung in sein Fleisch bohren. Das so geschwächte Ungetüm kann der junge Lambton mit seinem Schwert in zwei Teile schlagen und so töten, dass der Fluss die Körperteile hinwegträgt, ohne dass diese sich zusammenfügen können. Anschließend watet er zurück an Land und bläst sein Horn als Signal. Sein Vater vergisst jedoch vor Freude die Abmachung und eilt ihm als erster entgegen. Da es der junge Lambton nicht übers Herz bringt, seinen Vater zu töten, erschlägt er zwar den Hund, wird aber trotzdem vom Fluch ereilt, ebenso wie die nächsten acht Herren von Lambton. Als letzter betroffener Nachfahr des Drachentöters wird üblicherweise Henry Lambton, Esq., Mitglied des britischen Parlaments genannt, der 1761 ums Leben kam.

## Entstehung
Das Alter der Sage lässt sich nicht mit Sicherheit bestimmen. Vor ihrer Verbreitung in gedruckten Fassungen seit dem Beginn des 19. Jahrhunderts wurde die Erzählung mündlich überliefert. Daher lässt sich nicht belegen, wie lange die Sage vor den ersten Druckfassungen tradiert wurde. Im Gegensatz zu der häufig vorgebrachten Behauptung, die Geschichte sei über die Jahrhunderte im Wesentlichen unverändert überliefert worden, geht Jacqueline Simpson davon aus, dass die Geschichte über einen längeren Zeitraum mit immer neuen Ergänzungen angereichert und ausgebaut wurde. Der Kern der Sage, der Drachenkampf, stamme womöglich noch aus dem Mittelalter oder der Tudor-Ära, während sie den Fluch für eine deutlich jüngere Ergänzung hält. Leander Petzoldt datiert den Lindwurm von Lambton dagegen eher vorsichtig in das 18./19. Jahrhundert.
Der historische Kern der Geschichte ist ebenfalls unklar. Moses Aaron Richardson äußert eine ältere These, wonach in der Erzählung vom grausamen Drachen das Ereignis einer feindlichen Invasion symbolisch verarbeitet wurde. Vor ihm brachten schon C. Sharpe und W. Hutchinson diese Theorie vor – letzterer mit unverhohlener Skepsis. Ebenfalls ungewiss ist der Zeitraum, in dem die Sage spielt. Die Erwähnung der Kreuzzüge und einige modernere Elemente der Sage sprechen für das 13. oder 14. Jahrhundert. Der historische John Lambton, Ritter des Johanniterordens, lebte im 15. Jahrhundert. Da die mündliche Tradition bei der Überlieferung oft Ungenauigkeiten aufweist, spricht Moses Aaron Richardson von einem früheren Datum der Ereignisse. Gleichzeitig behauptet Richardson, dass die Lords of Lambton tatsächlich für neun Generationen eines gewaltsamen Todes starben, wohingegen John Timbs dem widerspricht.
Bei der Geschichte vom Lindwurm von Lambton handelt es sich um eine sogenannte Familiensage, die dem Geschlecht derer von Lambton, den späteren Earls of Durham, einen mythologischen Hintergrund verleiht. Gleichzeitig weicht die Geschichte aber auch vom Muster klassischer Familiensagen ab: Während diese zumeist die Gründung des jeweiligen Geschlechts aufgrund von sagenhaften Ereignissen erzählen und den Ahnvater mythisch überhöhen, lassen sich diese Elemente im Lambton Worm nicht finden. Der junge Lambton wird weder als besonders tugendhaft noch als Gründer des Geschlechts beschrieben. Auch die Tötung des Drachen erscheint angesichts der Verantwortung John Lambtons für das Unheil nicht als große Heldentat, sondern bringt noch einen Fluch mit sich. Zudem war das Geschlecht derer von Lambton bereits vor dem Handlungszeitraum der Sage eine angesehene Familie, deren Stellung nicht durch die Tötung eines Drachen begründet werden konnte.
Im Kontext der Sage wird meist auch eine handschriftliche Ahnentafel erwähnt, welche im Besitz der Familie Middleton in Offerton sei. Hier fände sich der eigentümliche Eintrag: "Johan Lambeton that slewe ye Worme was Knight of Rhoodes and Lord of Lambton and Wod Apilton efter the dethe of fower brothers sans esshewe masle." (dt. "John Lambton, der den Drachen erschlug, war Ritter von Rhodos und Herr von Lambton und Wood Appleton nach dem Tod von vier Brüdern ohne männliche Nachkommen.") Dieser historische John Lambton wird als Ritter von Rhodos, also als Johanniter bezeichnet; er lebte in der Mitte des 15. Jahrhunderts. Ein anderer Ritter des Johanniterordens, der gut 100 Jahre vor John lebte, war Dieudonné de Gozon. Auch von ihm wird erzählt, dass er einen Drachen bezwang. Ob die Legende um Dieudonné de Gozon der Ausgangspunkt für die Sage von Lambton ist, muss nach heutiger Quellenlage allerdings Spekulation bleiben.
Eine andere Perspektive vertritt John A. Boyle. Er vergleicht John Lambton und andere historische Personen, von denen ein Sieg über einen Drachen oder eine Schlange erzählt wird, mit mythischen Drachentötern: Das babylonische Enûma elîsch einerseits berichtet, wie Marduk die schlangen- oder drachengestaltige Wassergöttin Tiamat besiegt und aus ihrem Körper die Welt erschafft. Im indischen Rigveda andererseits findet sich die Erzählung von Indra, er erschlägt den Vṛtra (auch "Ahi") und befreit dadurch das Element des Wassers, das der Schlangendrache zuvor gefangen hielt. Im Hinblick auf die Legende von Lambton folgert Boyle: "in bisecting the Worm Sir John is re-enacting the rôles both of Marduk and of Indra; he is at once a demiurge and a rain-god."

## Schauplätze

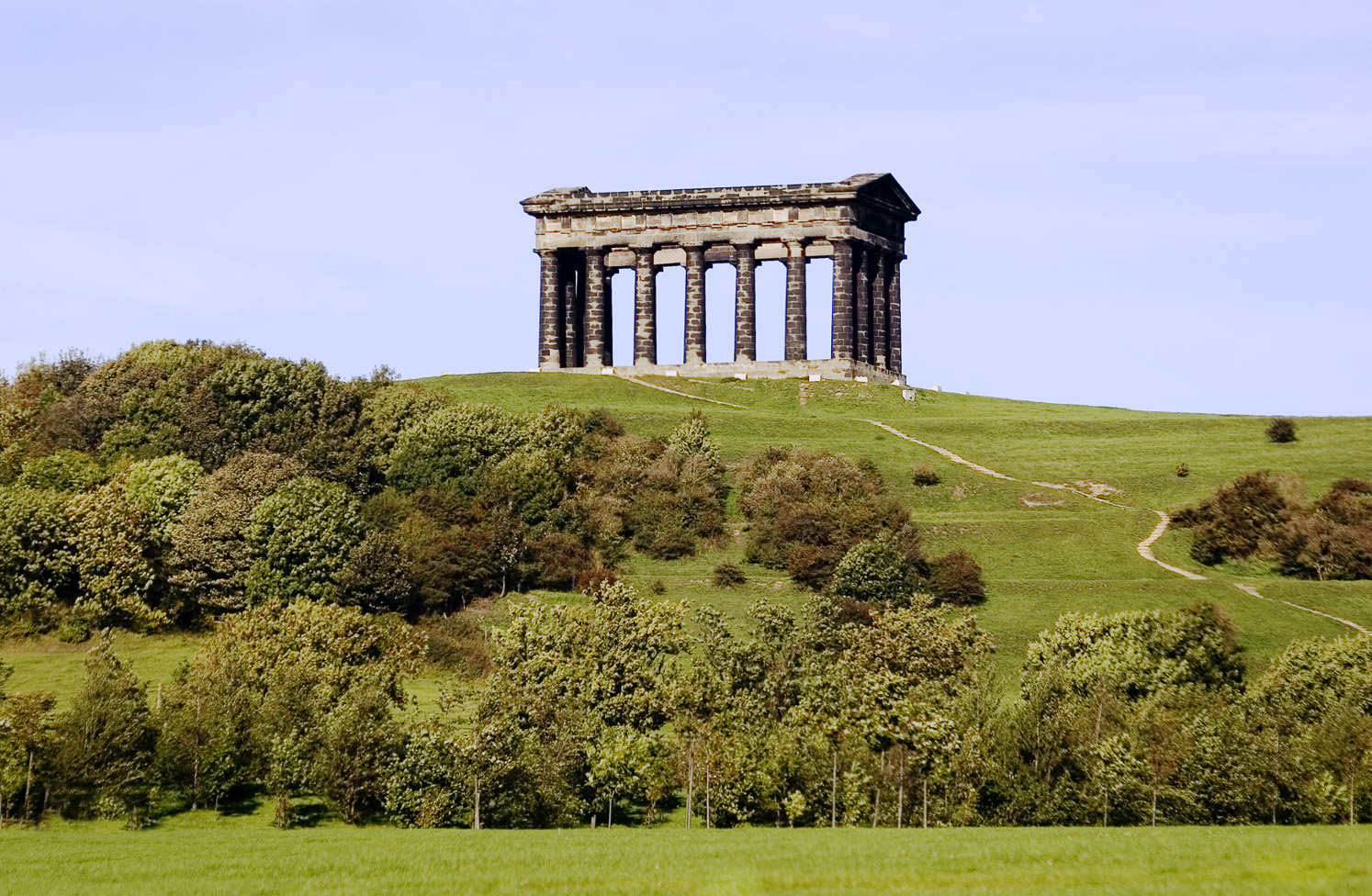
Penshaw Hill gilt in einigen Versionen der Geschichte als Wurmhügel. Heute steht hier das Penshaw Monument

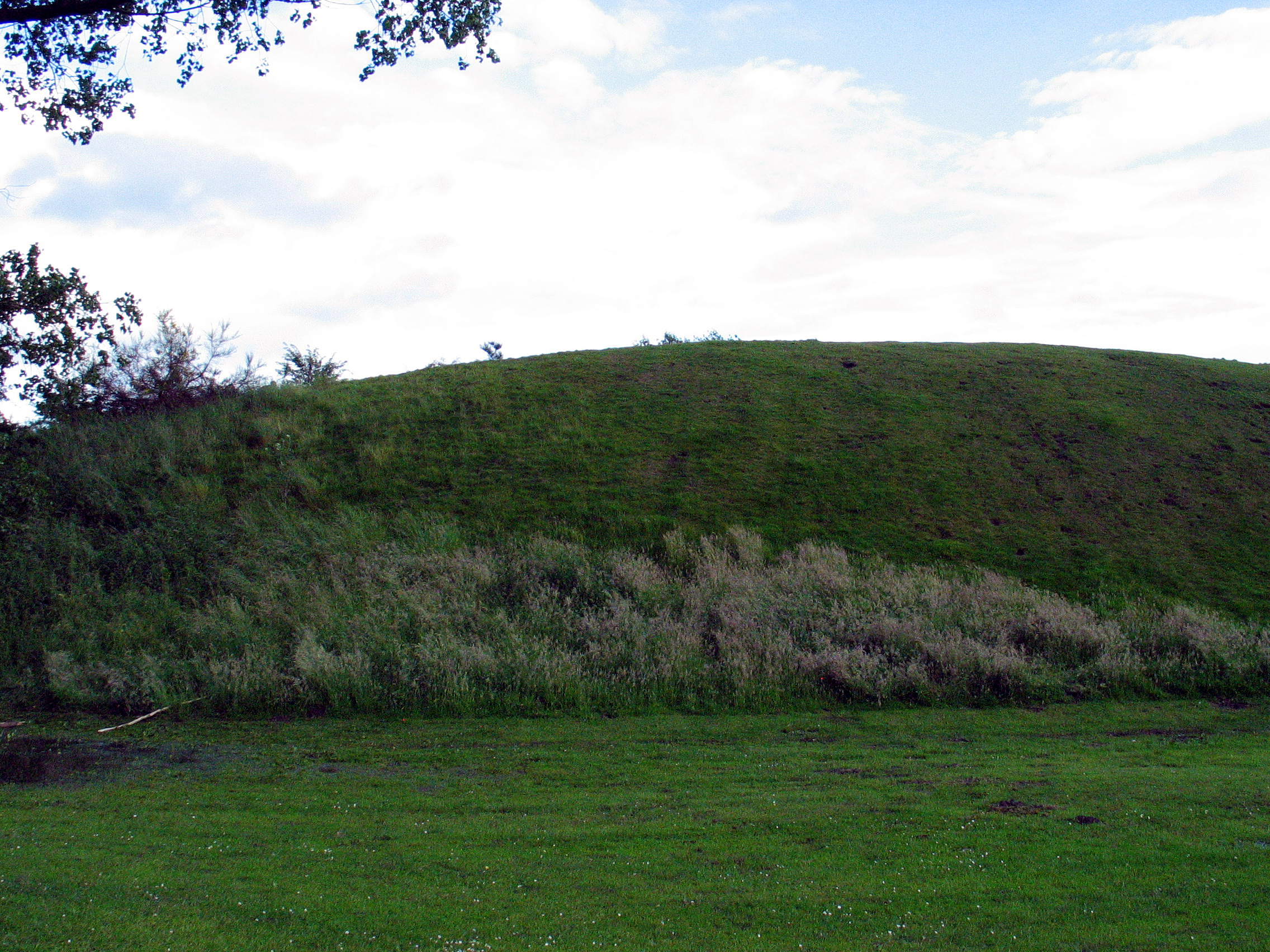
Der Worm Hill bei Fatfield trägt seinen Namen nach dem Lambton Worm

The Lambton Worm ist geographisch sehr genau verortet. Das Dorf Lambton ist auch heute noch erhalten, zudem wurden im Lauf der Zeit vielen Schauplätzen konkrete landschaftliche Objekte zugeordnet. Teilweise sind diese Orte heute noch erhalten, einige existieren heute jedoch nicht mehr oder lediglich in einer anderen Form.

### Wurmhügel
Der Hügel bzw. die Insel, auf der der Lindwurm von Lambton Unterschlupf suchte, wurde von der ansässigen Bevölkerung entweder im Penshaw Hill südlich des Wear oder, öfter, im nahe gelegenen Worm Hill bei Fatfield gesehen, einem von Menschenhand aufgeschütteten 153 m hohen Hügel nördlich des Flusses.

### Wurmbrunnen
Zwischen Wear und Worm Hill liegt der Brunnen, in dem der Lindwurm angeblich wuchs. Der steinerne Brunnen verfügte früher über ein Dach sowie einen eisernen Schöpfeimer und stand zu Beginn des 19. Jahrhunderts im Ruf, ein Wunschbrunnen zu sein. Zu dieser Zeit fanden dort die Mitsommernachtsfeiern der Gegend statt.

### Burg
Die Burg Lambton Hall der Sage ist nicht zu verwechseln mit dem heutigen Lambton Castle im County Durham. Letzteres wurde erst um 1800 erbaut, während die alte Burg bereits 1787 nicht mehr stand. Sie befand sich ursprünglich auf der rechten Seite des Wear, gegenüber dem neuen Anwesen. Auf Lambton Castle existiert eine Statue des John Lambton als Drachentöter, der in Stachelrüstung den Lindwurm erschlägt. Auch ein Stück „Drachenhaut“ soll hier früher aufbewahrt worden sein, ebenso wie der steinerne Trog, aus dem der Lindwurm die Kuhmilch trank.

### Kapelle

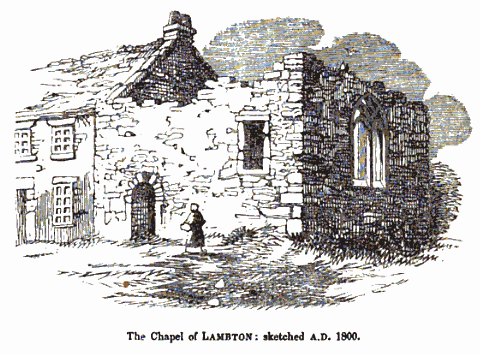
Die Kirche von Lambton, Zeichnung von 1800

Die Dorfkapelle, in der John Lambton nach der Sage seinen Eid schwor, existiert heute nicht mehr. Bereits zu Beginn des 19. Jahrhunderts war sie nur noch als Ruine erhalten. Sie soll eine Statue eines Mannes enthalten haben, der sich aus Fesseln befreit. Diese Statue wurde von der Bevölkerung mit dem Drachentöter aus der Sage assoziiert, obgleich sich dafür kein Hinweis an der Statue selbst oder in der Kirche fand.

## Rezeption und Adaption
Die Geschichte vom Lambton-Lindwurm war eine der beliebtesten Sagen in der Gegend von Durham. Robert Surtees (1779–1834), Historiker der Region, gab sie 1809 in einem Brief an seinen Freund Sir Walter Scott wieder. Einige Jahre später band er sie in den zweiten Teil seiner mehrbändigen Geschichte des Countys Durham ein. Im weiteren Verlauf des 19. Jahrhunderts wurde die Sage auch überregional äußerst populär. Unterschiedliche mündliche Traditionen wurden abgeglichen und kombiniert, und die Geschichte wurde in zahlreiche Märchen- und Sagensammlungen aufgenommen. Seitdem wurde die Erzählung vielfach adaptiert.
1867 schuf C. M. Leumane auf Basis der Erzählung ein Volkslied namens The Lambton Worm, das die Geschichte im Mackem-Dialekt des nordöstlichen Englands schildert und in Großbritannien weite Verbreitung fand. Dieses Lied ist heute das bekannteste über den Lindwurm, es finden sich aber bereits früher Gedichte, die den Stoff behandeln.

Robert Sherlaw Johnson als Komponist und Anne Ridler als Librettistin veröffentlichten 1978 die Oper The Lambton Worm. Der Horrorautor Bram Stoker verwendete einige Elemente der Legende in seinem Buch The Lair of the White Worm von 1911, das später als Der Biss der Schlangenfrau verfilmt wurde. In Thomas Pynchons Roman Mason & Dixon nimmt die Nacherzählung der Sage durch die Hauptfigur Jeremiah Dixon ein ganzes Kapitel ein. Auch in Comics wurde die Erzählung adaptiert. So schildert Jeff Smith in Rose, dem Prolog zur Bone-Reihe, einen ähnlichen Kampf mit einem Drachen. In Bryan Talbots Graphic Novel Alice in Sunderland wird die Sage vom Lindwurm, neben anderen Erzählungen aus dem Nordosten Englands, ebenfalls wiedergegeben.

## Verweise

#### Nacherzählungen (z. T. kommentiert)
- William Hutchinson: The History and Antiquities of the County Palatine of Durham, Band 2 (1787), S. 493 – vermutlich die älteste gedruckte Erwähnung der Sage
- Robert Surtees: Brief an Walter Scott vom 9. November 1809, in: Taylor/Raine (Hrsg.): A Memoir of Robert Surtees, 1852, S. 82ff. zum Lindwurm von Lambton, sowie S. 349ff. mit Ergänzungen aus dem Briefentwurf
- Robert Surtees: The History and Antiquities of the County Palatine of Durham, Vol. 2, London 1820, S. 171
- Cuthbert Sharpe: The Bishoprick Garland, or a collection of Legends, Songs, Ballads etc. belonging to the County of Durham. London: Nichols, and Baldwin & Cradock 1834, S. 21–29/30
- Joseph Watson: The Legend of the Lambton Worm, in: Tait's Edinburgh magazine 7 (1840), S. 446–449 (Ballade)
- Moses Aaron Richardson: The Local Historian's Table Book: Of Remarkable Occurences, Historical Facts, Traditions, Legendary and Descriptive Ballads, &c., &c., Connected with the Counties of Newcastle-upon-Tyne, Northumberland and Durham. Band 3, M. A. Richardson, 1846. S. 121–140. Richardson gibt die Legende in Prosa nach C. Sharpe und in Versen nach J. Watson wieder.
- William Hylton Longstaffe: Gatherings for a Garland of Bishoprick Blossoms, in: The St. James's magazine and heraldic and historical register, ed. by J.B. Burke, London 1850, S. 97–111 und 362–373 (zum Lindwurm von Lambton) S. 104-111.
- John Timbs: Ancestral Stories and Traditions of Great Families: Illustrative of English History. 1869, S. 166–170, Nachdruck: Read Books, 2008, ISBN 1-4097-1485-3
- William Henderson: Notes on the Folk-lore of the Northern Counties of England and the Borders. A new edition with many additional notes, London 1879, S. 287–292
- Florence N. Cockburn: The Legends of Durham. The Lambton Worm. In: Henry Reginald Leighton (Hrsg.): Memorials of Old Durham. London 1910 [Memorials of the Counties of England 23], S. 65–78 (hier S. 73–74), Nachdruck: Read Books, 2008, ISBN 1-4097-6471-0
- Amy Douglas: The Lambton Worm. In: Dan Keding / Amy Douglas (Hrsg.): English folktales. Libraries Unlimited, 2005, ISBN 1-59158-260-1, S. 66–70

Deutsche Ausgabe
- Helga Gebert: Der Lindwurm, der die Kuhmilch trank. In: Phantastische Märchen. Beltz & Gelberg, 1987, ISBN 3-407-80150-5, S. 138–145.

#### Wissenschaftliche Beiträge
- John Andrew Boyle: Historical Dragon Slayers. In: J.R. Porter / W.M.S. Russell (Hrsg.): Animals in Folklore. D.S. Brewer Ltd., Ipswich 1978, S. 23–32.
- Jacqueline Simpson: Fifty British Dragon Tales: An Analysis. In: Folklore, Vol. 89, No. 1 (1978), S. 79–93, JSTOR:1260098.
- Jacqueline Simpson: British Dragons. B.T. Batsford Ltd., London 1980
- Leander Petzoldt: Lindwurm von Lambton. In: Kleines Lexikon der Dämonen und Elementargeister. C. H. Beck, 2003, ISBN 3-406-49451-X, S. 123–124.